# Нікітюк Людмила Іванівна
Людмила Іванівна Нікітюк (6 листопада 1940, м. Любомль Волинська область) — українська художниця декоративно-ужиткового мистецтва (керамістка). Членкиня НСХУ (1989), НСМНМУ (2002).

## Життєпис
Людмила Нікітюк народилася у 1940 році в м. Любомль Волинської області. У 1965 році закінчила Київський художньо-промисловий технікум, відділ художньої кераміки. Основна галузь — дрібна декоративна пластика. Створює традиційні народні подільські іграшки-свищики.
1982—1996 рр. — працювала художницею у Хмельницькому художньо-виробничому комбінаті.
Художні вироби мисткині зберігаються у музеї народних промислів та етнографії у Львові, Державному музеї народного декоративного мистецтва у Києві, музеї іграшки народів світу у Токіо (Японія), Хмельницькому обласному краєзнавчому музеї, а також у музеях Сум, Полтави, Житомира, Опішні, Запоріжжя та інших міст світу, багатьох приватних колекціях в Україні та за кордоном.
2002 р. — переможниця Всеукраїнського конкурсу української народної іграшки (м. Київ). Учасниця республіканських та всесоюзних виставок.
З 2017 мешкає в США.

## Твори
1981 — «Пташка», «Хлопчик на пташці», «Кіт і півник», «Мавпочка у цирку»
1982 — «Корівонька-матінка», «Козлик у цирку», «Пташка-невеличка», «Баранчик і пташка», «Богатир», «Півник», «Подорож»
1986 — «Кенгуру», «Лев», «Зайчик-барабанщик», «Відпочинок»
1987 — «Подолянка», «Козлик-музика»
1988 — «Друзі», «Баранчик і діти», «Кіт Марко»
1998 — «Мисливець», «Лев із хлопчиком»
2000 — «Бременські музики», «Сова», «Мишка», «Ведмідь-музика»
2001 — «Кізонька»
2002 — «Казковий птах», «Кіт із ложкою», «Коник із хлопчиком», «Баран-трубач», «Кізочка з квітами», «Козлик-рогач», «Корівка», «Півник-господар», «Які гарні в мене малюнки», «Веселі поросята», композиція «Прогулянка»
2003 — «Цуценя», «Кінь-вогонь», «Мишка з малятком», «Красуня», «Пастушок», «Кицюня з квітами», «Поросята з гармошкою», «Господар», «Дударик»
2005 — «Свято Різдва у Хмельницькому»
Композиції
1986 — «Коза»
1987 — «Циркачі»
1988 — «Смачні вареники», «Вертеп», «Овеча родина»
2001 — «Діточки-колядники»
2006 — «Бременські музиканти», «Вершники»